# Chantal Demming
Chantal Demming (Baarn, 5 februari 1978) is een Nederlands actrice. 

## Biografie
Chantal Demming hield als de jongste van drie kinderen al van jongs af aan van zingen en toneelspelen. Tijdens haar middelbare schoolperiode in Hilversum sloot ze zich aan bij toneelgroep Ons Genoegen, hoewel ze met haar 16 jaar eigenlijk te jong was. Na onder meer een studie psychologie te hebben gevolgd, auditeerde ze bij de Lucas Borkel Acteursschool (voorheen Het Collectief) in Amsterdam, waar ze werd aangenomen. In 2009 studeerde ze af met het stuk Driesprong, geschreven en geregisseerd door Helmert Woudenberg. 
Ze speelde hoofdrollen in Two hearts, one pulse, Vals alarm, een grote rol in Lilith en andere korte films. In 2010 was ze in het theater te zien in het stuk Gevallen Engelen van Noël Coward met het gezelschap Sloof&Co. Door haar rol in Lilith van Stephan Brenninkmeijer werd ze geselecteerd voor de hoofdrol Stella in de speelfilm Caged, die in 2011 werd uitgebracht.

## Filmografie
- 2014 Littekens - Moeder
- 2011 Caged - Stella
- 2010 Wij willen meer - afl. 1, Jacqueline
- 2009 Lilith - Eva
- 2009 Helder - huiselijk geweld (Teleac) - hoofdrol
- 2008 Two Hearts One Pulse - hoofdrol
- 2008 Het leven uit een dag - Eva
- 2006 Dennis P. - collega